# جان دالتون
جان دالتون (بالإنجليزية: Jean Dalton)‏ هي قاضية أسترالية، ولدت في 3 ديسمبر 1964 في بريزبان في أستراليا.